# Канонников, Иннокентий Иванович
 Иннокентий Иванович Канонников  (1854—1902) — русский химик, профессор Московского и Казанского университетов.

## Биография
Происходил из мещанского сословия; родился в Иркутске 16 (28) мая 1854 года. Образование получил в Казани; по окончании курса во 2-й Казанской гимназии (1871) поступил на физико-математический факультет Императорского Казанского университета, который окончил (1876) со степенью кандидата естественных наук и золотой медалью за сочинение о хлоралгидридах жирных кислот. До весны 1884 года с небольшим перерывом, когда он уезжал в Сибирь, занимал место лаборанта сначала при медико-химической, потом при технической лаборатории университета. Защитил в декабре 1880 года диссертацию на степень магистра химии и 8 февраля 1881 года был утверждён приват-доцентом Казанского университета; преподавал физическую и теоретическую химию, а также (временно) общий курс физики. С июня 1882 года руководил занятиями по количественному химическому анализу.
С 18 мая 1884 года он — доцент по кафедре технической химии в Московском университете. Осенью 1884 года защитил в Санкт-Петербургском университете докторскую диссертацию «О светопреломляющей способности химических соединений»; в конце 1884 года утверждён экстраординарным профессором Московского университета; с 24 марта 1886 года — ординарный профессор по кафедре технологии и технической химии Казанского университета.
Скончался в Казани 2 (15) марта 1902 года от крупозного воспаления лёгких.

## Научная деятельность
Основные труды посвящены оптической активности химических соединений, а также органической химии. Совместно с А. М. Зайцевым получил в 1877 году уксусный ангидрид действием ацетилхлорида на ледяную уксусную кислоту; в 1883 году доказал бициклическую структуру молекул борнеола и камфоры; впервые показал (1884), что удельная рефракция раствора равна сумме удельных рефракций растворённого вещества и растворителя; нашёл зависимость между углом вращения плоскости поляризации и минимальным углом отклонения преломленного луча; показал (1890), что удельное вращение смеси есть среднее из величин удельного вращения её компонентов.
Его труды:
- Материалы по вопросу о влиянии строения на светопреломляющую способность органических соединений / [Соч.] И. И. Канонникова, лаборанта при Мед.-хим. Лаб. Казань : Унив. тип., 1880. — магистерская диссертация
- О соотношениях между составом и светопреломляющей способностью химических соединений / [Соч.] И. И. Канонникова. Прив.-доц. Казан. ун-та. Ч. 1 — Казань: тип. Ун-та, 1883.
- О светопреломляющей способности органических соединений в растворах: (Предвар. сообщ.) И. Канонникова / Из Хим. лаб. Казан. ун-та. Санкт-Петербург: тип. В. Демакова, 1883. — докторская диссертация
- По поводу замечаний проф. Колли на мою работу «О светопреломляющей способности химических соединений» / [И. И. Канонников] [Казань]: тип. Губ. правл., ценз. 1884.
- Конспект лекций по химии : Лекции 1-6 / [И. Канонников] Казань: типо-лит. Ун-та.
- Об истинной плотности химических соединений и её отношении к их составу и строению: (Получено 10 июля 1899 г.). [1-3] / [Соч.] И. И. Канонникова Санкт-Петербург : тип. В. Демакова, 1899—1902.
- Алхимия и современная наука : Речь, произнес. орд. проф. И. И. Канонниковым. Казань: тип. Имп. Казан. ун-та, 1886.
- О соотношениях между вращательной и светопреломляющей способностью химических соединений / [Соч.] И. И. Канонникова. Сообщ. 1. Санкт-Петербург: тип. В. Демакова, 1888.
- Руководство к химическому исследованию питательных и вкусовых веществ / [Соч.] И. И. Канонникова, орд. проф. техн. химии при Казан. ун-те. Санкт-Петербург: К. Л. Риккер, 1891.
- О соотношении светопреломляющих способностей данного тела в жидком и газообразном состояниях / [Соч.] И. И. Канонникова. Санкт-Петербург: тип. В. Демакова, 1898.
- К вопросу о критическом состоянии / [Соч.] И. И. Канонникова. Санкт-Петербург: тип. В. Демакова, 1901.